# Théâtre français (Bordeaux)

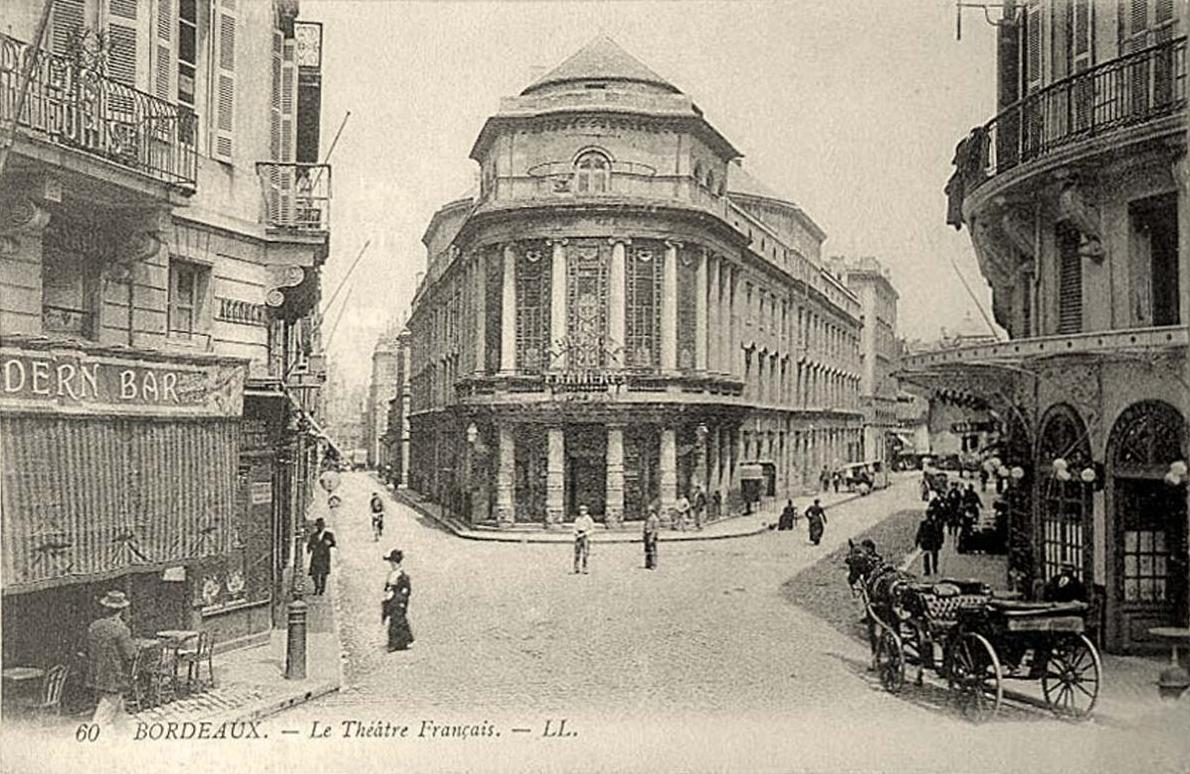
Postkartenansicht des Français um 1905

Das Théâtre français (auch: Le Français) in Bordeaux ist eine Spielstätte, die im November 1800 eröffnet wurde und zeitweise als „wahre Kulturinstitution“ galt. Der Spielbetrieb begann 1801. Der Theatersaal hatte zu Beginn 1638 Sitzplätze und war bei der städtischen Bevölkerung Bordeaux’ sehr beliebt. Er befindet sich an dem Ort, an dem zuvor das Théâtre des Variétés gestanden hatte. Das am 13. Januar 1791 von der Verfassunggebenden Versammlung beschlossene Prinzip der Theaterfreiheit förderte das Theaterwesen maßgeblich: Die Zahl der Theaterräume stieg stark an, „insbesondere seit dem 9. Thermidor, da die Anforderungen eines vergnügungssüchtigen Publikums immer größer wurden“.
Gegenüber dem Grand Théâtre war das Théâtre français in Bordeaux von Beginn an das Haus mit der zweitgrößten Kapazität und einem geringeren Anspruch, sowohl in der Wichtigkeit als auch im Niveau der künstlerischen Darbietung. Heute befindet sich in dem historischen Gebäude ein Kinokomplex mit zwölf Kinosälen und mehr als 1700 Sitzplätzen.

## Bauwerk

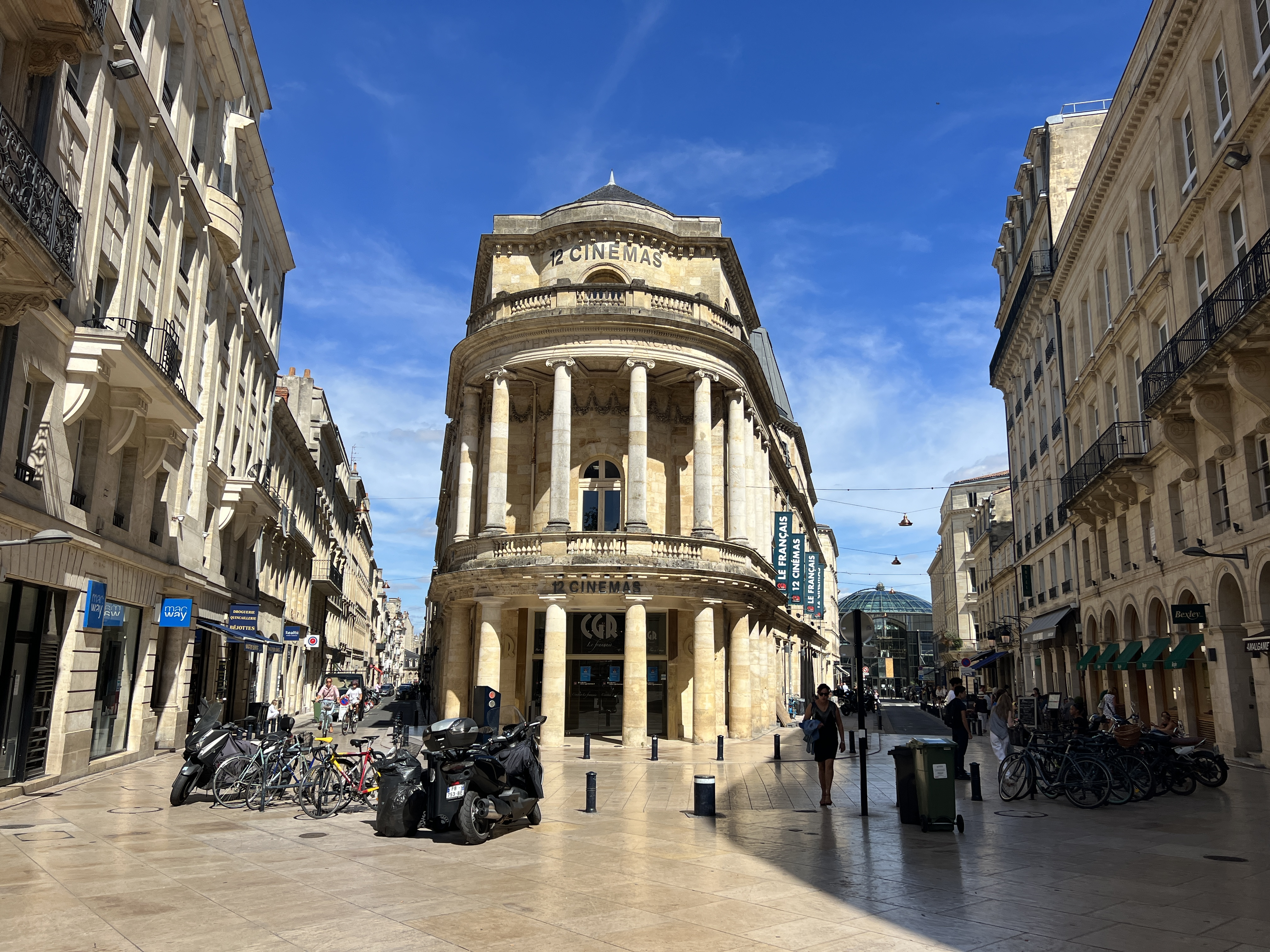
Das Le Français in den 2020er Jahren am Rand der inzwischen geschaffenen Fußgängerzone

Bauherr dieses Hauses war der Jurist Francois Cornu, der verschiedene Grundstücke in der Nähe des Klosters Récollets in Bordeaux von einem Herrn Jacques Lavalette kaufte. Eine Bedingung für diesen Verkauf war der Bau eines Veranstaltungssaals, der das alte Théatre des Variétés ersetzen sollte, das baufällig geworden war.: S. 43
Das aus hellem Kalkstein errichtete klassizistische Gebäude in der 9, rue Montesquieu erzielt durch zahlreiche Gestaltungselemente eine majestätische Wirkung. Den Eingangsbereich schmücken zwölf über beide Stockwerke reichende ionische Säulen, die leicht elliptische Fassade und viele fein ziselierte Steinmetzarbeiten nehmen ihm die Strenge. Verantwortlich dafür zeichnete der Architekt Jean-Baptiste Dufart (1752–1820), Mitarbeiter von Victor Louis, der 20 Jahre zuvor das Grand Théâtre de Bordeaux erstellt hatte.: S. 43 Dufart konzipierte eine Wohnung im Théâtre Français, die heute den Namen Dufart-Pavillon trägt.

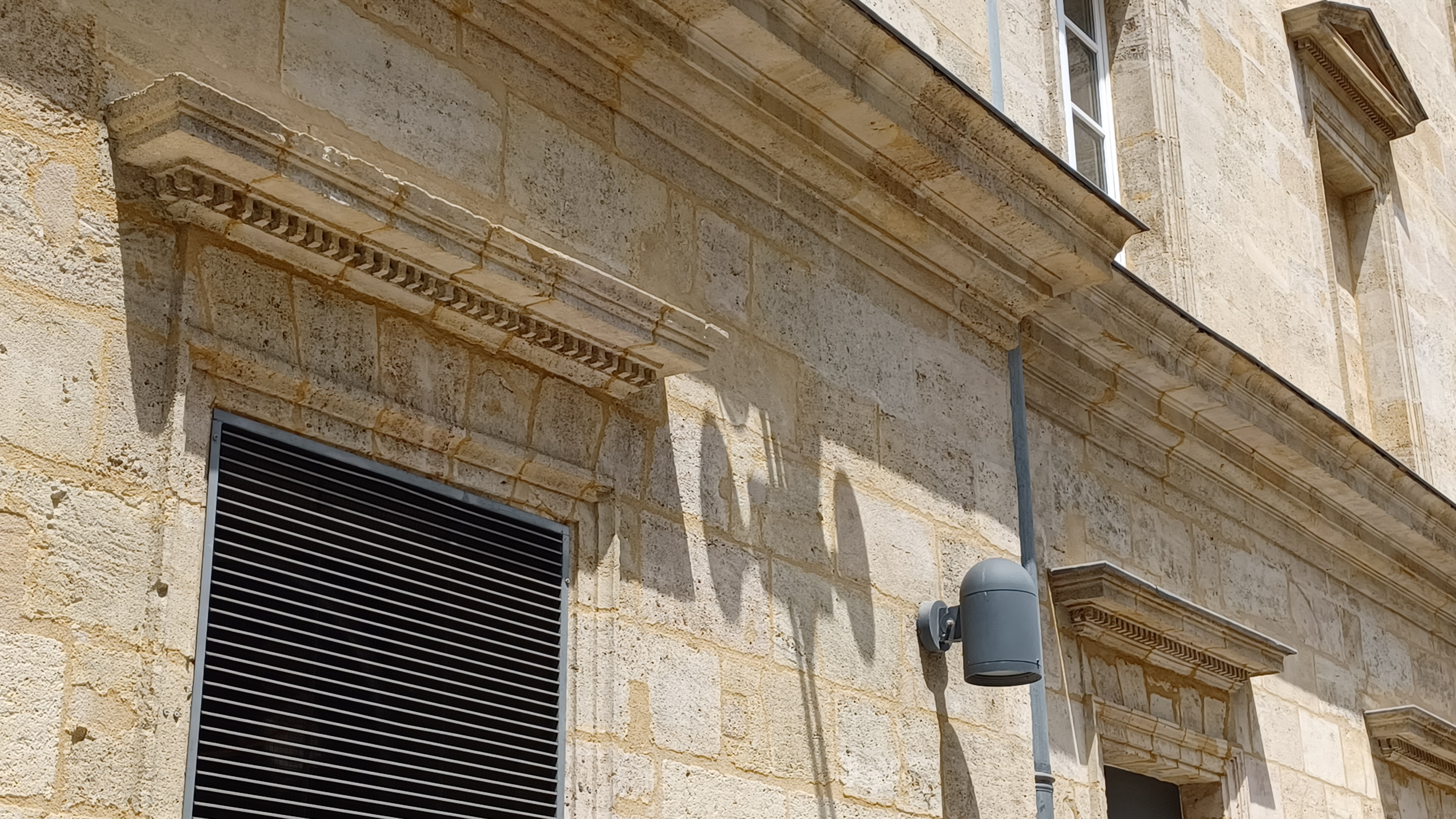
Detail am Le Français an der Rue Montesquieu

Auf einer Fläche von nur 1850 m² steht das Theater auf einem spitz zulaufenden Grundstück, dessen Spitze zum Eingangsbereich ausgebildet wurde, um den Nachteil dieser dreieckigen Grundstücksform auszugleichen. Weil dieser spitze Winkel auf den Cours de l’Intendance und den Place Gambetta zeigt, erwies sich diese Lösung von Anfang an als äußerst vorteilhaft. Heute sind beide genannten Straßen Fußgängerzone. Nach der Eröffnung des Gebäudes 1801 wurden „etwa fünfzig Jahre lang hier erfolgreich Komödien, Dramen und Varietés aufgeführt …“: S. 43

## Geschichte
Am 2. Dezember 1855 zerstörte ein Feuer die Innenräume des Theaters. Die Fassade und Außenmauern blieben erhalten. Am 12. Juni 1857 konnte es mit zeitgemäßer Inneneinrichtung wiedereröffnet werden. 1908, drei Jahre nach seiner Präsentation auf der Weltausstellung in Lüttich, hielt ein Kinematograph Einzug, doch weiterhin widmete sich das Haus hauptsächlich Bühnenwerken und Varietévorführungen. Beide Genres florierten in Koexistenz.: S. 44

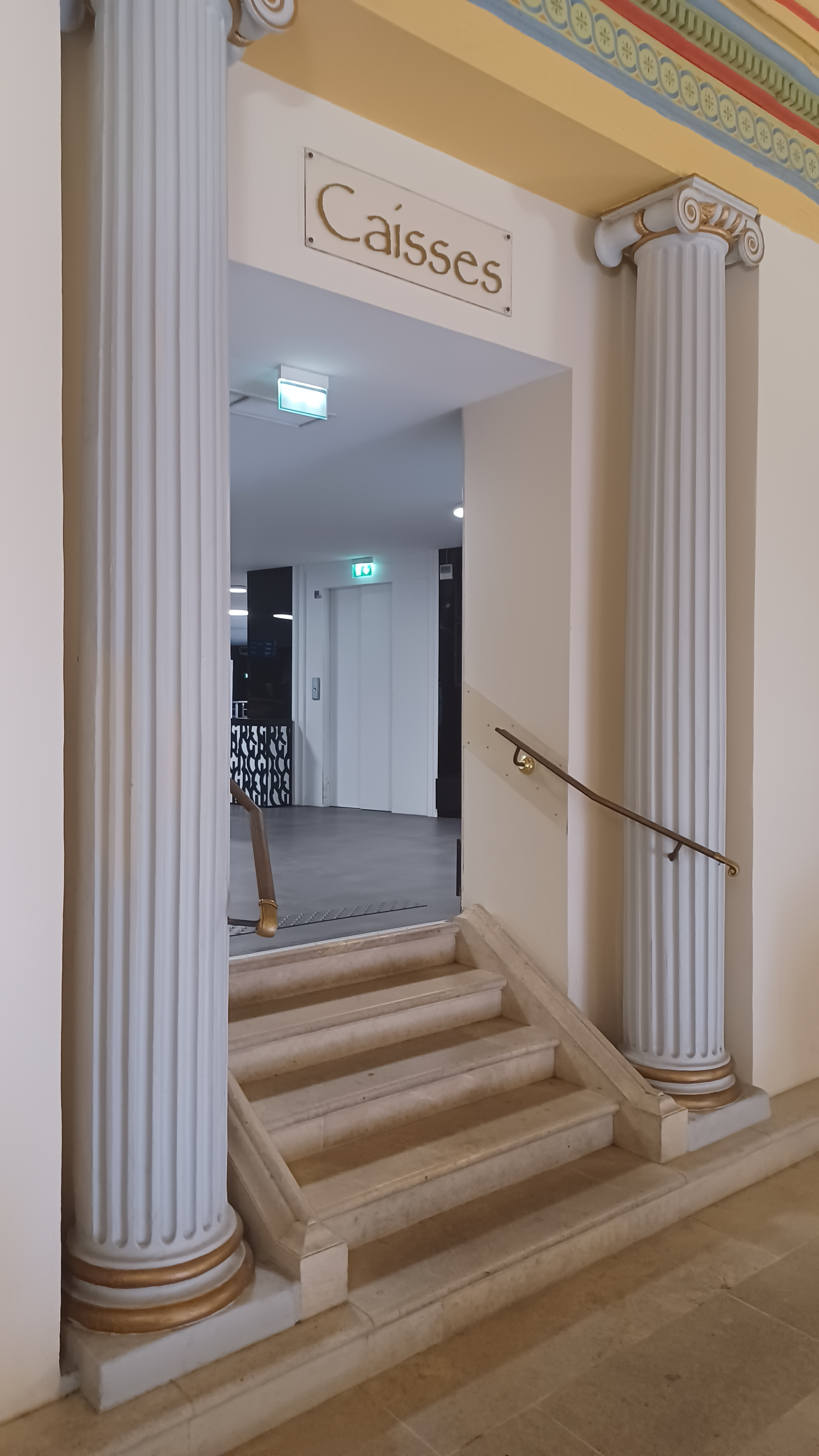
Durchgang zum Kassenbereich, Zustand 2025

Während des Ersten Weltkriegs war das Grand Théatre für die Öffentlichkeit geschlossen und das Théatre Français übernahm mit klassischen Werken aus dem Opern- und Schauspielfach. Zeitweise gastierte auch die Comédie-Française.: S. 44 Am 10. Oktober 1919 schloss das Théâtre Français erneut für einige Wochen seine Türen, diesmal wegen Renovierungsarbeiten. Als Ciné-Attraction Théâtre Français – so sein neuer Name – war das Theater ab 26. Dezember wiedereröffnet, nun in erster Linie dem Kino gewidmet. Die Tageszeitung La Petite Gironde lieferte zur Wiedereröffnung eine ausführliche Rezension:

« Le Théâtre Français désaffecté et voué au cinéma a fait sa réouverture vendredi (26 décembre) une brillante réouverture à laquelle était convié le Tout-Bordeaux. La façade a été restaurée et illustrée de motifs vert et or. La note se retrouve à l’intérieur, mariée aux couleurs vieux rose et abricot, sous des flots de lumière. La décoration de l’ensemble et du détail, le rideau brodé sobrement stylisé à la japonaise sont l’œuvre très réussie du Maître Artus.  […] L’impression heureuse produite par la salle, le programme et l’orchestre dirigé par M. Rouyer, est d’heureux augure pour l’avenir. »

„Das stillgelegte, dem Kino gewidmete Théâtre Français feierte am Freitag (26. Dezember) seine glanzvolle Wiedereröffnung, zu der ganz Bordeaux eingeladen war. Die Fassade wurde restauriert und mit grünen und goldenen Motiven verziert. Die Note findet sich im Inneren unter Lichtfluten wieder, gepaart mit den Farben Altrosa und Apricot. Die Dekoration des Ganzen und der Details, der schlicht stilisierte, bestickte Vorhang im japanischen Stil, sind das sehr gelungene Werk von Meister Artus. […] Der positive Eindruck, den der Saal, das Programm und das von Herrn Rouyer dirigierte Orchester hinterlassen, ist ein gutes Omen für die Zukunft.“

Nur wenige Wochen später, am frühen Nachmittag des 5. Februar 1920, brach kurz vor Einlass der Zuschauer in der Vorführkabine ein Feuer mit Zelluloidfilm aus, das wiederum die gesamte Inneneinrichtung zerstörte. Die Außenmauern und die Fassade blieben verschont. Nach Abschluss der Wiederaufbaumaßnahmen fasste der große Saal mehr als 1400 Personen und die beiden große Balkone zusammen 600 Besucher. Die neu gestaltete Decke, die mit Apollo und den Musen bemalt war, wurde mit Kronleuchtern aus der Belle Époque beleuchtet.
Seitdem befand sich an der Decke ein raumgreifendes Deckengemälde von  Émile Brunet (1871–1943). Es stellt Apollo und die Musen dar und war von Anfang an beim Publikum sehr beliebt. Mit der Renovierung 2010 wurde das Mittelstück von der Decke abgenommen und in den verkleinerten Saal 1 verbracht. Eine Erinnerungsplakette im Eingangsbereich des Kinos beschreibt seine Geschichte.
1923 verkaufte die Besitzerin des Théâtre Français, Madame Zappa, ihr Filmtheater an Paramount Pictures, die Max Ruppa als Geschäftsführer anstellten. Seitdem liefen auf der Leinwand vermehrt Filme aus Hollywood. Im November 1929 erhielt das Haus den Namen Paramount-Français, nachdem Anfang 1929 mit Les Ailes (englisch Wings) von William A. Wellman der Tonfilm Einzug gehalten hatte. Vorher waren in den Jahren 1924 und 1925 Auftritte von Sängern und Sängerinnen üblich, die vor der Leinwand auf der Bühne standen, so beispielsweise Yvette Guilbert und 1928 Henri Allibert, genannt Allibert (1889–1951).
1931 kam es erneut zu einer Schließung wegen Bauarbeiten. Über den Sommer wurde das Theater innen in neue Farben gesetzt und am 24. September 1931 mit der französisch-US-amerikanischen Ko-Produktion Un homme en habit von René Guissart mit Fernand Gravey wiedereröffnet. 1930 hatte Paramount die Saint-Maurice-Studios am Stadtrand von Paris gekauft, um Werke für den europäischen Markt zu produzieren, die dann in Frankreich in den Paramount-Kinos in Marseille, Lille, Reims, Toulouse und Bordeaux gezeigt wurden. So kamen Streifen wie Il est charmant von Louis Mercanton mit Henri Garat und Meg Lemonnier im März 1932, La Belle Marinière von Harry Lachman mit dem jungen Jean Gabin im Januar 1933, Topaze von Louis Gasnier mit Louis Jouvet im Februar 1933 für drei Wochen oder einen Monat später Le Chasseur de chez Maxim's von Karl Anton mit Félicien Tramel in diese Kinos. Dazu liefen die Überseeproduktionen mit Sylvia Sidney und Gary Cooper, die im März 1932 französische Filme wie Rouben Mamoulians Krimi Les Carrefours de la ville oder Josef von Sternbergs Blonde Venus mit Marlene Dietrich aus dem Kino verdrängten.
Mit dem Weggang von Colin, dem Direktor des Français, der sich 1935 ausschließlich auf das Eden im damals prosperierenden, mondänen Badeort Arcachon konzentrieren wollte, wurden die Bordelaiser Theaterbetriebe mit dem Apollo und Capitole zusammengefasst und zur Siritzky-Kinokette formiert. Geschäftsführer dieser Kette in Bordeaux wurde M. Coulon, vormals Filmdirektor im Apollo. Léon Siritzky (* 1887 in Mykolajiw) – mit bürgerlichem Namen Israel Siroshkin – hatte zunächst im Osten Frankreichs und dann in Paris ein Kino-Imperium aufgebaut, das die Produktion, die Vermarktung und die Distribution umfasste. Als Jude musste er 1941 in die USA fliehen. Dort konnte Siritzky den französischen Film etablieren, bevor er nach dem Zweiten Weltkrieg mit seinen beiden Söhnen Alain (* 1942) und Serge (* 1945) zurück nach Frankreich kam. Auch Alain und Serge wurden später im Filmgeschäft erfolgreich. Sein Bemühen, die unter der Naziherrschaft enteigneten Rechte an den Kinos zurückzuerhalten, scheiterte unter dem fadenscheinigen Vorwurf der Kollaboration mit den Deutschen. In dem Buch Le cinéma était leur pays schreibt der Sohn und Journalist Serge Siritzky 2024 über das Familienimperium und die Erfolglosigkeit des Prozesses.
Mit der Besetzung der Stadt Bordeaux wurde der Kinobetrieb im Juli 1940 für die Bevölkerung geschlossen, weil es fortan bis zur Befreiung am 28. August 1944 als Soldatenkino diente. Betreiber war nun die Union Générale Cinématographique (UGC), die die von den Besatzern konfiszierten Kinos übernommen hatte. Vorgängergesellschaft war das ehemals deutsche Unternehmen Société de Gestion et d'Exploitation des Cinémas (SOGEC). Das nach den Entbehrungen des Krieges vergnügungshungrige Publikum feierte im Oktober 1945 den Wiedereinzug des Kassenschlagers Robin Hood – König der Vagabunden von 1938. Zuvor schon gab es Auftritte teils exzellenter Orchester.
| Jahr | Besucher |
| ---- | -------- |
| 1946 | 743.478  |
| 1947 | 601.874  |
| 1948 | 560.530  |
| 1949 | 541.763  |
| 1950 | 477.335  |
| 1951 | 415.739  |

| Jahr | Besucher |
| ---- | -------- |
| 1974 | 470.697  |
| 1975 | 480.168  |
| 1976 | 497.398  |

Durch Vereinbarungen zwischen der UGC-SOGEC und dem französischen Theaterproduzenten Emile Couzinet (1896–1964) kam ein neuer Theaterkreis zustande. Neben den drei Spielstätten des Apollo, Capitole und Le Français vergrößerte sich die Zahl der gemeinsam betriebenen Häuser mit dem Rex, Gallia, Luxor, Intendance und Comeac ab 20. Februar auf acht.
In den ersten Jahren nach dem Zweiten Weltkrieg ging die Besucherzahl laut Angaben der korporatistischen Zeitschrift La Cinématographie française vom 19. April 1952 kontinuierlich zurück, wie der nebenstehenden Tabelle zu entnehmen ist. Dies entsprach in etwa der Tendenz der anderen Bordelaiser Kinos.
1960 stand nach der Übernahme von Raymond Gautreau, der das Kinounternehmen Océanic leitete, wieder ein Umbau an, der drei Monate dauerte. Das Français sollte mit einer Breitbandleinwand ausgestattet werden. Gezeigt werden konnten jetzt Filme in den Formaten Normalbild, Panorama, CinemaScope und 70-mm-Film. Neben der Technik wurde auch viel in die Bequemlichkeit und das Wohlfühlen der Gäste investiert. Die Le Film français schrieb dazu in ihrer 869. Ausgabe:

« Par un hall aux immenses vitres-glaces, aux murs en marbre blanc et aux sols en marbre blanc et noir, un accès aux couloirs de dégagements aux murs tendus de damas en vieil or. […] La salle s’offre maintenant à nos regards: damas rose clair pour recouvrir les murs; grands rideaux à l’Italienne de damas rose encadrant les loges, moquettes gris Trianon et fauteuils «Pullmann» rose pour l’orchestre et gris pour les mezzanines. […] La fosse d’orchestre tendue de soie et de moquette. On y accède par deux escaliers. Elle est garnie d’un immense rideau de velours gris pouvant être présenté soit à la Grecque, soit à l’Italienne. Cette scène qui a été considérablement élargie (de 9 mètres, elle a été portée à 14 mètres) comprend trois autres rideaux: gris, bleu et rouge. »

„Durch eine Halle mit riesigen Glasfenstern, weißen Marmorwänden und schwarz-weißem Marmorboden gelangt man in Flure, deren Wände mit altgoldenem Damast bespannt sind. […] Der Saal: Hellrosa Damast bedeckt die Wände, große italienische Vorhänge aus rosa Damast rahmen die Logen ein, graue Trianon-Teppiche und rosa „Pullmann“-Sessel für das Orchester und graue für die Zwischengeschosse. […] Der Orchestergraben ist mit Seide und Teppichboden ausgelegt. Der Zugang erfolgt über zwei Treppen. Sie ist mit einem riesigen grauen Samtvorhang ausgestattet, der entweder griechisch oder italienisch aufgezogen werden kann. Diese Bühne, die erheblich verbreitert wurde (von 9 auf 14 Meter), verfügt über drei weitere Vorhänge in Grau, Blau und Rot.“

Für den Einbau der raumgreifenden Pullmann-Sessel mussten 200 Plätze „geopfert“ werden. So stand dem Le Français nur noch ein Sitzplatzkontingent von 1200 Sesseln zur Verfügung. Aber, so Le Film Français: „Was für ein Komfort! Die Leinwand, mit 120 m² eine der größten in Frankreich, ist perlmuttfarben und sehr hell. Und schließlich ermöglicht eine Maschinerie mit elektrischen Registern 75 verschiedene Beleuchtungen.“ 1971 wurde der Balkon aufgegeben und in einen eigenen Kinosaal verwandelt. Damit wurde das Zeitalter des Multiplex-Kinos eingeleitet. Die zusätzliche Leinwand im kleineren Raum ermöglichte mit bis zu fünf Vorstellungen täglich eine vielfältigere Programmgestaltung. Der neue Raum mit 98 Sitzplätzen war ganz in Blau („Südseeblau“) gehalten und mit einer Lüftungsanlage versehen. Le Film français kommentierte: „Dank einer Klimaanlage und Belüftung ist das Rauchen erlaubt (eine willkommene Neuerung), ohne dass die Zuschauer dadurch beeinträchtigt werden. Darüber hinaus bietet eine Probierbar den Zuschauern die Möglichkeit, sich zu erfrischen, insbesondere während der Mittags- und 19-Uhr-Vorstellungen. Der Zugang zu Saal 2 erfolgt über eine separate Treppe und wird in Kürze auch über einen Aufzug möglich sein.“
|         | 1801 | 1898 : S. 44 | 1963 | 1982 | 2022 |
| ------- | ---- | ------------ | ---- | ---- | ---- |
| Saal 1  | 1638 | 1480         | 1202 | 700  | 1517 |
| Saal 2  |      |              | 99   | 99   | 285  |
| Saal 3  |      |              | 188  | 188  | 76   |
| Saal 4  |      |              | 183  | 183  | 188  |
| Saal 5  |      |              | 68   | 68   | 84   |
| Saal 6  |      |              | 90   | 90   | 79   |
| Saal 7  |      |              |      | 400  | 76   |
| Saal 8  |      |              |      | 400  | 80   |
| Saal 9  |      |              |      | 140  | 85   |
| Saal 10 |      |              |      | 140  | 81   |
| Saal 11 |      |              |      | 140  | 86   |
| Saal 12 |      |              |      | 110  | 92   |
| Saal 13 |      |              |      | 110  |      |
| Saal 14 |      |              |      | 50   |      |
| Gesamt  | 1638 | 1480         | 1830 | 1865 | 1729 |

Bereits ein Jahr später wurden aufgrund des Erfolgs des zweiten Kinosaals vier weitere Räume ergänzt, ohne den Betrieb in den beiden anderen Kinosälen zu stören. Zwei dieser vier Säle – mit 188 und 183 Sitzen – wurden in einem großen Nebengebäude untergebracht, die anderen beiden mit 68 und 90 Sesseln im Untergeschoss des benachbarten Gebäudes an der Ecke Rue Montesquieu und Rue Fénelon. Dem Zeitgeschmack folgend liefen dort Pornofilme. Der große Saal, jetzt ohne Balkon, meldete in den darauffolgenden Jahren konsolidierte Zuschauerzahlen gemäß der nebenstehenden Tabelle, konnte jedoch den ersten Rang der Besucherzahlen nicht halten; das Gaumont-Bordeaux (ehemals Olympia) und das Ariel hatten bessere Zahlen. Weiterhin war es möglich, auch Kleinkunst und Musicals zur Aufführung zu bringen.
Diese Raumanordnung wurde 1982 zerstört, als die 1966 in La Rochelle gegründete Kinokette von Georges Raymond (1934–2001), Cinémas Circuit Georges-Raymond (CGR) übernahm und mit fortan 14 Sälen arbeitete, davon zwei mit mehr als 400 Plätzen, drei mit mehr als 140 Plätzen, zwei mit 110 Plätzen und einer mit 50 Plätzen. Um Raum für die zusätzlichen Säle zu gewinnen, wurden ein Teil des großen Saals abgetrennt sowie Nebenräume wie Garderoben, Dienstwohnungen, Büros sowie Teile der Bühne und dem Untergeschoss umgebaut. Die Anzahl der Sitzplätze erhöhte sich, wie der nebenstehenden Tabelle zu entnehmen ist, um 1490 auf 2818. Raymond hatte mit dem Verkauf von Süßwaren an einer Kinokasse begonnen und besaß an seinem Lebensende 350 Kinosäle in 17 Multiplex-Kinos.
Wiedereröffnung des Théätre français war am 4. August 1984, doch bereits bald gingen die Besucherzahlen deutlich zurück und Mitte der 2000er Jahre blieb das Haus fünf Jahre lang geschlossen. Mit der Mega CGR Le Français kam nach dem Tod ihres Magnaten neuer Schwung in die CGR-Kinos. Am 26. Mai 2010 war Wiedereröffnung. Das Projekt des brandneuen Multiplexkinos war „das ehrgeizigste Projekt von CGR, [das] 15 Millionen Euro [Investitonssumme forderte]. Ein großer Saal mit historischen Fresken, die vollständig restauriert wurden (…) Das Kino hat sich auf eine kommerzielle Positionierung in französischer Sprache konzentriert“, so Alfonso Corralex, Regionaldirektor der CGR in einem Interview der Le Film français am 9. Juli 2010 zu dem neuen „Kino-Juwel in Bordeaux“. Und weiter: „Die Zuschauer sind begeistert, die Empfangshalle, die Weinbar und die digitale Technik sind allesamt Pluspunkte für das Publikum. (…) Wir befinden uns im Goldenen Dreieck von Bordeaux, einem Viertel, das zur Fußgängerzone geworden ist, und wir müssen das junge Publikum und die Studenten zurückgewinnen.“ Das Deckengemälde von Emile Brunet war von 1990 bis 2005 von einer Zwischendecke verborgen, wurde wiederentdeckt und das etwa drei Meter in der Diagonale messende Mittelstück gerettet und im großen Saal des Kinos installiert. „Der Wert dieser Komposition steht außer Zweifel, wenn man bedenkt, dass sie ursprünglich für die Decke des Grand-Théâtre vorgesehen war.“ Das Haus verfügt seitdem über 12 Säle mit einer Kapazität von 80 bis 550 Plätzen und insgesamt 1865 Sitzen.